# Gmina Rytro
Die Gmina Rytro ist eine Landgemeinde im Powiat Nowosądecki der Woiwodschaft Kleinpolen in Polen. Ihr Sitz ist das gleichnamige Dorf mit 2273 Einwohnern (2009).

## Geographie
Die Gemeinde liegt in den Sandezer Beskiden (polnisch Beskid Sądecki). Teilweise auf Gemeindegebiet liegt der Radziejowa, der mit einer Höhe von 1266 m n.p.m. der höchste Berg dieses Gebirgszugs ist und damit zur so genannten „Krone polnischer Berge“ – Korona Gór Polski gehört. Wichtigstes Gewässer ist der Fluss Poprad.

## Geschichte
Die Gemeinde wurde am 30. Dezember 1994 nach ihrer Ausgliederung aus der Gemeinde Piwniczna gegründet und gehörte bis Ende 1998 zur Woiwodschaft Nowy Sącz.

### Partnergemeinden
Die Gemeinde ging eine Partnerschaft mit der Landgemeinde Puck an der Danziger Bucht in der Woiwodschaft Pommern ein.

## Gemeinde
Zur Landgemeinde (gmina wiejska) Rytro gehören folgende fünf Dörfer mit einem Schulzenamt:
Obłazy Ryterskie, Roztoka Ryterska, Rytro, Sucha Struga und Życzanów.